# Château de Saffres
Le château de Saffres est un ancien château fort situé  à Saffres (Côte-d'Or) en Bourgogne-Franche-Comté.

## Localisation
Le château est situé rue Haute au sud du bourg principal niché dans un cirque entouré de falaises qui constituent un site d'escalade renommé.

## Historique
Dès 1189, la famille de Saffres compte parmi les grandes baronnies du duché de Bourgogne. Célèbre pour avoir rapporté de croisade les pruneaux qu'ils implantent dans la région, elle s'éteint en ligne masculine au XIVe siècle, Isabelle de Saffres, épousant Hugues de Saigny dont la descendance hérite du château. En 1503, Louis de Brancion, seigneur de Saffres, cède à Othenin de Cléron, ses « terres et seigneuries dudit Saffres, tant en maison forte, justice haute, moyenne et basse, hommes, femmes, terres, prés, contre une rente annuelle de 200 francs ». En 1539, le dénombrement de la seigneurie par Guy de Cléron, relève « plusieurs tours rondes et carrées, des murs, des créneaux, des fossés en eaux, une porte et un pont donnant accès au château, cuisine, salle avec celliers, plusieurs chambres »[réf. souhaitée].
Pillé par les Ligueurs en 1592 il fait ensuite l’objet de multiples rénovations dont la réparation de la porte de la basse-cour et du pont dormant en 1678. En 1700, la seigneurie de Saffres qui consiste en « châtel et maison forte » avec fossés et pont-levis comporte aussi la terre et seigneurie de Chaumont-le-Bois avec la tour de Venarey et la tour Buro ainsi que les terres et seigneuries de Gissey-sous-Flavigny, d'Éguilly, de Champrenault, de Grésigny et les fiefs de Mousson et de Balaon. En 1763, démolition de la tour carrée. A la Révolution, le dernier propriétaire, M. d'Andelot, ayant émigré, les scellés sont apposés et le mobilier vendu. En 1836, il ne demeure de cet imposant château que quatre bâtiments sur une plate-forme encore soulignée par un fossé au sud-es[réf. souhaitée]t.

## Architecture
Aujourd'hui, il n’en subsiste que le bâtiment principal en restauration. Celui-ci présente une façade du XVIIIe siècle à un étage tournée vers le sud et flanquée de deux tours rondes plus anciennes d'hauteurs identiques. La gorge de la tour ouest accueille une cage d'escalier aux linteaux sculptés d'accolades. La tour est, un peu plus large que la première, est munie d'une canonnière. Au nord un puissant mur, parallèle au bâtiment, appartenait à des bâtiments anciens et disparus[réf. souhaitée].

## Valorisation du patrimoine
La confrérie des pruneaux de Vitteaux est domiciliée au château.